# Pedro Furió (músico religioso)
Pedro Antonio Diego Furió Brocat (Alicante, 4 de diciembre de 1688-¿?) fue un compositor y maestro de capilla español.
No debe confundirse con Pedro Furió Brocat, su sobrino y maestro de capilla de las catedrales de Guadix, León y Oviedo.

## Vida
Nació en Alicante, hijo de Gaspar Furió y Lucía Brocat. Fue bautizado en la Iglesia de San Nicolás de Alicante. Realizó su educación musical en la misma iglesia, bajo el magisterio de Isidoro Escorihuela. Su primer cargo en una capilla musical fue como tenor en la iglesia de Santa María de Elche, en la que aparece documentado en 1711. En 1720, ya con 32 años y presbítero, trató de conseguir el puesto de tenor en Alicante, pero quedó último en las oposiciones.
A partir de este momento la vida de Furió resulta confusa, ya que se confunde con la de otros dos Pedro Furió, también músicos eclesiásticos y familiares suyos. El padre de Pedro Antonio Diego Furió Brocat, Gaspar Furió, había tenido un hijo con una esposa anterior, Josefa López, que se llamaba Basilio Furió López, hermanastro de Pedro Antonio Diego. Basilio se casó con Ana M. Brocat, sobrina de Lucía Brocat, madre de Pedro Antonio Diego. El uno de los numerosos hijos de Basilio y Ana M., bautizado en Elche, fue llamado Pedro y por lo tanto su nombre también era Pedro Furió Brocat. Este hecho permite aclarar que Furió, instrumentalista, sería nombrado maestro de capilla en Oviedo estando casado y con —supuestamente— 87 años, cuando en Elche era sacerdote y tenor. El primero sería el sobrino y el segundo el tío. Es probable que también hubiese otro Pedro Furió, hijo del sobrino, también músico, pero sin gran talento.
Parece ser que corresponden al Furió sacerdote y tenor los magisterios de la iglesia de San Miguel de Andújar en 1750, Real Colegiata de Santa María la Mayor de Antequera el 4 de diciembre de 1750, la Capilla Real de Granada en 1755 y la iglesia de San Martin de Valencia en 1756. Si se trata de la misma persona el Pedro Furió cantor nombrado en 1767 en la Catedral de Santiago de Compostela, es dudoso, ya que tendría unos 79 años en ese momento. En cambio, el maestro de capilla de Guadix, León y Oviedo parece haber sido Pedro Furió seglar e instrumentalista. En cambio, Pedro Furió sobrino presentó el siguiente currículum en Oviedo el 20 de septiembre de 1774:

   Ilmo. Sr.

   Señor:

   D. Pedro Furió con el más profundo respeto expone: que si en la actual oposición que va a hacer a este Magisterio de Capilla pueden servir en la alta consideración de V.S.I. los actos positivos, tiene el honor de presentar a V.S.I. los suyos con testimonios irrefragables, que se reducen por este orden:

   Primero: a la edad de dieciséis años obtuvo el Magisterio de la Iglesia de Elche, en el Reino de Valencia.

   Segundo: el de la ciudad de Andújar, en el Reino de Jaén.

   Tercero: Racionero y Maestro de Capilla de la Insigne Colegial de Antequera, para cuya prebenda le hicieron pruebas, que exhibe copia de ellas.

   Cuarto: el de la Capilla Real de Granada.

   Quinto: el de la Capilla de San Juan del Mercado de la ciudad de Valencia.

   Sexto: el de la Catedral de Guadix.

   Séptimo: actualmente el de la Catedral de León. Todos los cuales (a excepción de el de Valencia, que fue llamado para él) los ha llevado por rigurosa oposición. Si todo esto obsta, suplica a V.S.I. se digne tener presente, para lo que a ello pueda añadir de mérito en la oposición actual.

   Entre tanto, pide a Dios prospere y dilate a V.S.I. su vida en la mayor grandeza.

      Oviedo y 20 de Sepbre de 1774

         Ilmo. Sr. Señor

         B.S.M. de V.S.I.

      Su más atento y obsequiosísimo servidor,

         [Fdo.] Pedro Furió

En cualquier caso, parece que Furió no era una persona fácil. Se marchó de Elche sin más y en Antequera fue encarcelado por un altercado con el alcalde. En Antequera también tuvo continuos problemas por sus faltas de asistencia. Al parecer tuvo que dejar su cargo en Granada «de orden de superioridad» en 1756 por razones desconocidas, siendo desterrado de Granada y confinado en Valencia.